# Seo Ji-yeon
Dans ce nom coréen, le nom de famille, Seo, précède le nom personnel.
Pour les articles homonymes, voir Seo.
Seo Ji-yeon (en coréen : 서지연), née le 3 mars 1993 à Séoul, est une escrimeuse sud-coréenne pratiquant le sabre.

## Carrière
Elle est médaillée de bronze par équipes aux Jeux olympiques d'été de 2020 à Tokyo.

## Palmarès
- Jeux olympiques
  -  Médaille de bronze en sabre par équipe aux Jeux olympiques de 2020 à Tokyo
- Championnats du monde
  -  Médaille d'argent en sabre par équipe aux Championnats du monde 2017 à Leipzig
- Championnats d'Asie
  -  Médaille d'argent en sabre individuel aux Championnats d'Asie 2017 à Hong Kong
  -  Médaille d'argent en sabre par équipe aux Championnats d'Asie 2017 à Hong Kong